# Vechigen
Vechigen est une commune suisse du canton de Berne, située dans l'arrondissement administratif de Berne-Mittelland.

Photo aérienne par Walter Mittelholzer (1925)